# لیگ قهرمانان اقیانوسیه ۱۴–۲۰۱۳
لیگ قهرمانان اقیانوسیه ۱۴–۲۰۱۳ سیزدهمین دوره مسابقات قهرمانی باشگاه‌های اقیانوسیه، مسابقات فوتبال باشگاهی برتر در اقیانوسیه بود که توسط کنفدراسیون فوتبال اقیانوسیه (اواف‌سی) سازماندهی شد و هشتمین فصل با نام فعلی لیگ قهرمانان اقیانوسیه بود.
اوکلند سیتی پس از شکست آمیکال در فینال، تبدیل به اولین تیمی شد که چهار بار متوالی قهرمان مسابقات شده‌است. به عنوان قهرمان لیگ قهرمانان اقیانوسیه ۲۰۱۴، این تیم به عنوان نماینده اقیانوسیه در جام باشگاه‌های جهان ۲۰۱۴ شرکت کرد. هردو فینالیست همچنین به حضور در جام پرزیدنت اقیانوسیه ۲۰۱۴ دعوت شدند.

## تغییر فرمت
اواف‌سی در مورد تغییرات قالب زیر برای نسخه ۲۰۱۴ تصمیم گرفت:
- مسابقه شامل دو مرحله بود: مرحله مقدماتی و مرحله نهایی (مرحله گروهی، نیمه نهایی و فینال).
- برای مرحله مقدماتی نیز مانند فصل قبل، چهار تیم از چهار انجمن ضعیف در این مرحله شرکت کردند. به برنده مرحله مقدماتی جواز حضور مستقیم به مرحله گروهی داده شد.
- برای مرحله گروهی ۱۲ تیم در این مرحله شرکت کردند (افزایش از ۸ تیم در گذشته) و مهم‌تر از آن، تمامی بازی‌ها در یک کشور انجام شد. به چهار انجمن هر کدام دو سهمیه، سه انجمن هر کدام یک سهمیه و یک سهمیه برای برنده مرحله مقدماتی تعلق گرفت. ۱۲ تیم به سه گروه چهار تیمی تقسیم شدند (تیم‌های یک انجمن در یک گروه قرار نمی‌گیرند) و برندگان گروه و بهترین نایب قهرمان به نیمه نهایی راه یافتند.
- برای مرحله نیمه نهایی، مانند فصل قبل، این بازی‌ها به صورت رفت و برگشت انجام شد.
- برای فینال، کمیته اجرایی اواف‌سی تصمیم گرفت که به جای یک تک‌بازی، بازی به صورت رفت و برگشت برگزار شود.[۴]

## تیم‌ها
در مجموع ۱۵ تیم از ۱۱ انجمن اواف‌سی وارد مسابقات شدند. چهار انجمن با بهترین نتایج در لیگ قهرمانان اقیانوسیه ۱۳–۲۰۱۲ (فیجی، نیوزیلند، تاهیتی، وانواتو) هر کدام دو سهمیه و سه انجمن دیگر (کالدونیای جدید، پاپوآ گینه نو، جزایر سلیمان) هر کدام یک سهمیه دریافت کردند. این تیم‌ها مستقیماً وارد مرحله گروهی شدند تا همراه با برنده مرحله مقدماتی که با تیم‌هایی از چهار انجمن در حال توسعه (ساموآی آمریکا، جزایر کوک، ساموآ، تونگا) تشکیل شده بود، برای رسیدن به مرحله نهایی تلاش کنند.
| انجمن                 | تیم                 | نحوه صعود |
| شروع از مرحله گروهی   | شروع از مرحله گروهی | شروع از مرحله گروهی                                                                                          |
| --------------------- | ------------------- | --- |
| فیجی                  | با                  | قهرمان لیگ ملی فوتبال فیجی ۲۰۱۳                                                                              |
| فیجی                  | نادی                | نایب قهرمان لیگ ملی فوتبال فیجی ۲۰۱۳                                                                         |
| کالدونیای جدید        | مجنتا               | قهرمان سوپر لیگ کالدونیای جدید ۲۰۱۲                                                                          |
| نیوزیلند              | ویتاکر یونایتد      | رتبه اول جدول رده‌بندی مسابقات قهرمانی فوتبال نیوزیلند ۱۳–۲۰۱۲ قهرمان مسابقات قهرمانی فوتبال نیوزیلند ۱۳–۲۰۱۲ |
| نیوزیلند              | اوکلند سیتی         | نایب قهرمان مسابقات قهرمانی فوتبال نیوزیلند ۱۳–۲۰۱۲                                                          |
| پاپوآ گینه نو         | هیکاری یونایتد      | قهرمان لیگ ملی فوتبال پاپوآ گینه نو ۲۰۱۳                                                                     |
| جزایر سلیمان          | سلیمان واریورز      | قهرمان تلکام اس-لیگ ۱۳–۲۰۱۲                                                                                  |
| تاهیتی                | دراگون              | قهرمان لیگ ۱ تاهیتی ۱۳–۲۰۱۲                                                                                  |
| تاهیتی                | پیرائه              | قهرمان فصل عادی لیگ ۱ تاهیتی ۱۴–۲۰۱۳                                                                         |
| وانواتو               | تافئا               | قهرمان سوپر لیگ ملی وانواتو ۲۰۱۳                                                                             |
| وانواتو               | آمیکال              | نایب قهرمان سوپر لیگ ملی وانواتو ۲۰۱۳                                                                        |
| شروع از مرحله مقدماتی |                     | |
| ساموآی آمریکا         | پاگو یوث            | قهرمان لیگ بزرگسالان ساموآی آمریکا ۲۰۱۲                                                                      |
| جزایر کوک             | توپاپا مارائرنگا    | قهرمان جام جزایر کوک ۲۰۱۲                                                                                    |
| ساموآ                 | کیوی                | قهرمان لیگ ملی ساموآ ۱۲–۲۰۱۱                                                                                 |
| تونگا                 | لوتوهاآپای یونایتد  | قهرمان لیگ برتر تونگا ۱۲–۲۰۱۱                                                                                |

## برنامه مسابقات
برنامه مسابقات به شرح زیر است:
| مرحله                                 | مرحله      | تاریخ            |
| ------------------------------------- | ---------- | ---------------- |
| مرحله مقدماتی (میزبان: ساموآی آمریکا) | هفته ۱     | ۱۵ اکتبر ۲۰۱۳    |
| مرحله مقدماتی (میزبان: ساموآی آمریکا) | هفته ۲     | ۱۷ اکتبر ۲۰۱۳    |
| مرحله مقدماتی (میزبان: ساموآی آمریکا) | هفته ۳     | ۱۹ اکتبر ۲۰۱۳    |
| مرحله گروهی (میزبان: فیجی)            | هفته ۱     | ۷–۹ آوریل ۲۰۱۴   |
| مرحله گروهی (میزبان: فیجی)            | هفته ۲     | ۱۰–۱۲ آوریل ۲۰۱۴ |
| مرحله گروهی (میزبان: فیجی)            | هفته ۳     | ۱۳–۱۵ آوریل ۲۰۱۴ |
| نیمه نهایی (رفت و برگشت)              | بازی رفت   | ۲۶–۲۷ آوریل ۲۰۱۴ |
| نیمه نهایی (رفت و برگشت)              | بازی برگشت | ۳–۴ مه ۲۰۱۴      |
| فینال (رفت و برگشت)                   | بازی رفت   | ۱۰–۱۱ مه ۲۰۱۴    |
| فینال (رفت و برگشت)                   | بازی برگشت | ۱۷–۱۸ مه ۲۰۱۴    |

## مرحله مقدماتی
مرحله مقدماتی در پاگو پاگو، ساموآی آمریکا از ۱۵ تا ۱۹ اکتبر ۲۰۱۳ برگزار شد. قرعه کشی برای تعیین مسابقات در ۸ اکتبر ۲۰۱۳ در مقر اواف‌سی در اوکلند، نیوزیلند برگزار شد. چهار تیم به صورت تک‌بازی با یکدیگر بازی کردند. برنده گروه به مرحله گروهی راه یافت.

| تیم                | بازی | برد | مساوی | باخت | گل زده | گل خورده | گل تفاضل | امتیاز |
| ------------------ | ---- | --- | ----- | ---- | ------ | -------- | -------- | ------ |
| کیوی               | ۳    | ۳   | ۰     | ۰    | ۱۲     | ۳        | ۹+       | ۹      |
| توپاپا مارائرنگا   | ۳    | ۲   | ۰     | ۱    | ۱۴     | ۴        | ۱۰+      | ۶      |
| لوتوهاآپای یونایتد | ۲    | ۰   | ۰     | ۲    | ۲      | ۷        | ۵−       | ۰      |
| پاگو یوث           | ۲    | ۰   | ۰     | ۲    | ۲      | ۱۶       | ۱۴−      | ۰      |

| تیم ۱              | نتیجه   | تیم ۲              |
| ------------------ | ------- | ------------------ |
| لوتوهاآپای یونایتد | ۰–۳     | توپاپا مارائرنگا   |
| کیوی               | ۵–۱     | پاگو یوث           |
| لوتوهاآپای یونایتد | ۲–۴     | کیوی               |
| پاگو یوث           | ۱–۱۱    | توپاپا مارائرنگا   |
| پاگو یوث           | کنسل شد | لوتوهاآپای یونایتد |
| توپاپا مارائرنگا   | ۰–۳     | کیوی               |

بازی پاگو یوث و لوتوهاآپای یونایتد به دلیل باران شدید و این نکته که هیچ‌کدام از تیم‌ها امکان صعود نداشتند لغو شد.

## مرحله گروهی
مرحله گروهی در با و لائوتوکا، فیجی از ۷ تا ۱۵ آوریل ۲۰۱۴ برگزار شد. ۱۲ تیم به سه گروه چهار تیمی تقسیم شدند، با این محدودیت که تیم‌های یک انجمن در یک گروه قرار نگیرند. قرعه کشی برای تعیین مسابقات در ۷ فوریه ۲۰۱۴ در مقر اواف‌سی در اوکلند، نیوزیلند برگزار شد. در هر گروه چهار تیم به صورت رفت و برگشت با یکدیگر بازی کردند. برندگان گروه و بهترین تیم دوم به مرحله نیمه نهایی راه یافتند.

### گروه A
| تیم            | بازی | برد | مساوی | باخت | گل زده | گل خورده | گل تفاضل | امتیاز |
| -------------- | ---- | --- | ----- | ---- | ------ | -------- | -------- | ------ |
| پیرائه         | ۳    | ۳   | ۰     | ۰    | ۱۳     | ۲        | ۱۱+      | ۹      |
| سلیمان واریورز | ۳    | ۱   | ۱     | ۱    | ۱۰     | ۳        | ۷+       | ۴      |
| ویتاکر یونایتد | ۳    | ۱   | ۱     | ۱    | ۴      | ۴        | ۰        | ۴      |
| کیوی           | ۳    | ۰   | ۰     | ۳    | ۰      | ۱۸       | ۱۸−      | ۰      |

| تیم ۱          | نتیجه | تیم ۲          |
| -------------- | ----- | -------------- |
| کیوی           | ۰–۲   | ویتاکر یونایتد |
| سلیمان واریورز | ۱–۲   | پیرائه         |
| پیرائه         | ۸–۰   | کیوی           |
| ویتاکر یونایتد | ۱–۱   | سلیمان واریورز |
| کیوی           | ۰–۸   | سلیمان واریورز |
| پیرائه         | ۳–۱   | ویتاکر یونایتد |

### گروه B
| تیم         | بازی | برد | مساوی | باخت | گل زده | گل خورده | گل تفاضل | امتیاز |
| ----------- | ---- | --- | ----- | ---- | ------ | -------- | -------- | ------ |
| آمیکال      | ۳    | ۳   | ۰     | ۰    | ۸      | ۰        | ۸+       | ۹      |
| اوکلند سیتی | ۳    | ۲   | ۰     | ۱    | ۶      | ۱        | ۵+       | ۶      |
| دراگون      | ۳    | ۱   | ۰     | ۲    | ۵      | ۴        | ۱+       | ۳      |
| نادی        | ۳    | ۰   | ۰     | ۳    | ۰      | ۱۴       | ۱۴−      | ۰      |

مسابقات گروه B ابتدا قرار بود در پرنس چارلز پارک، نادی برگزار شود، اما پس از بازرسی توسط اواف‌سی، محل برگزاری لغو شد.
| تیم ۱       | نتیجه | تیم ۲       |
| ----------- | ----- | ----------- |
| آمیکال      | ۱–۰   | دراگون      |
| اوکلند سیتی | ۳–۰   | نادی        |
| دراگون      | ۰–۳   | اوکلند سیتی |
| نادی        | ۰–۶   | آمیکال      |
| نادی        | ۰–۵   | دراگون      |
| آمیکال      | ۱–۰   | اوکلند سیتی |

### گروه C
| تیم            | بازی | برد | مساوی | باخت | گل زده | گل خورده | گل تفاضل | امتیاز |
| -------------- | ---- | --- | ----- | ---- | ------ | -------- | -------- | ------ |
| با             | ۳    | ۲   | ۱     | ۰    | ۷      | ۱        | ۶+       | ۷      |
| مجنتا          | ۳    | ۱   | ۱     | ۱    | ۵      | ۵        | ۰        | ۴      |
| تافئا          | ۳    | ۱   | ۰     | ۲    | ۴      | ۸        | ۴−       | ۳      |
| هیکاری یونایتد | ۳    | ۰   | ۲     | ۱    | ۴      | ۶        | ۲−       | ۲      |

| تیم ۱          | نتیجه | تیم ۲          |
| -------------- | ----- | -------------- |
| تافئا          | ۳–۱   | هیکاری یونایتد |
| مجنتا          | ۰–۲   | با             |
| با             | ۴–۰   | تافئا          |
| هیکاری یونایتد | ۲–۲   | مجنتا          |
| تافئا          | ۱–۳   | مجنتا          |
| با             | ۱–۱   | هیکاری یونایتد |

### رده‌بندی بهترین تیم‌های دوم
| گروه | تیم            | بازی | برد | مساوی | باخت | گل زده | گل خورده | گل تفاضل | امتیاز |
| ---- | -------------- | ---- | --- | ----- | ---- | ------ | -------- | -------- | ------ |
| B    | آوکلند سیتی    | ۳    | ۲   | ۰     | ۱    | ۶      | ۱        | ۵+       | ۶      |
| A    | سلیمان واریورز | ۳    | ۱   | ۱     | ۱    | ۱۰     | ۳        | ۷+       | ۴      |
| C    | مجنتا          | ۳    | ۱   | ۱     | ۱    | ۵      | ۵        | ۰        | ۴      |

## نیمه نهایی
در مرحله نیمه نهایی، چهار تیم به دو قرعه تقسیم شدند. در هر قرعه، دو تیم به صورت دو بازی رفت و برگشت به مصاف یکدیگر رفتند. برندگان به فینال راه یافتند. بازی‌های رفت در ۲۶ و ۲۷ آوریل و بازی‌های برگشت در ۳ مه ۲۰۱۴ برگزار شد.
| تیم ۱       | نتیجه نهایی | تیم ۲  | بازی رفت | بازی برگشت |
| ----------- | ----------- | ------ | -------- | ---------- |
| اوکلند سیتی | ۴–۲         | پیرائه | ۳–۰      | ۱–۲        |
| با          | ۱–۲         | آمیکال | ۱–۲      | ۰–۰        |

## فینال
در فینال، دو تیم به صورت دو بازی رفت و برگشت به مصاف یکدیگر رفتند. قرعه کشی برای تعیین ترتیب دو بازی در ۳۰ آوریل ۲۰۱۴ در مقر اواف‌سی در اوکلند، نیوزیلند برگزار شد. بازی رفت در ۱۰ مه و بازی برگشت در ۱۸ مه ۲۰۱۴ برگزار شد.
| تیم ۱  | نتیجه نهایی | تیم ۲       | بازی رفت | بازی برگشت |
| ------ | ----------- | ----------- | -------- | ---------- |
| آمیکال | ۲–۳         | اوکلند سیتی | ۱–۱      | ۱–۲        |